# Gare de Daoulas
La gare de Daoulas est une gare ferroviaire française fermée, de la ligne de Savenay à Landerneau, située sur le territoire de la commune d’Irvillac, à proximité de Daoulas, dans le département du Finistère en région Bretagne.
Elle est mise en service en 1867 par la Compagnie du chemin de fer de Paris à Orléans (PO) et fermée au milieu des années 1970.

## Situation ferroviaire
Établie à 45 mètres d'altitude, la gare de Daoulas est située au point kilométrique (PK) 750,883 de la ligne de Savenay à Landerneau, entre les gares d'Hanvec (fermée) et de Dirinon - Loperhet. En direction de Quimper, la gare ouverte la plus proche est celle de Pont-de-Buis. En direction de Dirinon s'intercale le viaduc de Daoulas.

## Histoire
La station de Daoulas est mise en service le 16 décembre 1867 par la Compagnie du chemin de fer de Paris à Orléans (PO), lorsqu'elle ouvre à l'exploitation la section de Châteaulin à Landerneau de sa ligne de Savenay à Landerneau,. Elle dispose : d'un bâtiment voyageurs du modèle type de la compagnie PO, semblable à ceux de Dirinon et  Hanvec, d'installations pour le service des marchandises] et de deux voies pour le croisement des trains sur cette section à voie unique. Le personnel est composé d'un chef de gare et son adjoint.
En conséquence de l'instauration des mesures de coordination rail-route, la gare est fermée au service des voyageurs le 6 février 1939. Du fait des difficultés rencontrées par les transports routiers, durant la Seconde, ce service est rouvert en septembre 1939 et de nouveau officiellement fermée en 1946.Néanmoins il semble qu'il y ait eu de nouveau des arrêts de trains voyageurs. 
Le dernier chef de gare quitte sa fonction en 1969 et la voie d'évitement, qui permettait le croisement des trains, est déposée en 1972. Les dernières dessertes par des trains de voyageurs ont lieu vers le milieu des années 1970, en 1973 ou 1976.
Les bâtiments sont détruits le 20 avril 1984.
A l'occasion de la rénovation de la ligne entre Quimper et Landerneau, la commune rappelle qu'elle demande depuis plusieurs années la réouverture du site de la gare sous le nom de « halte du Bot » qui lui semble mieux située que celle de Dirinon pour la desserte des habitants des « communes du Pays de Daoulas ». Depuis la réouverture de la ligne en décembre 2017, seule la gare de Dirinon - Loperhet reste cependant en service.

## La gare au cinéma
La gare apparaît dans le film « Quand l’amour vient » (sorti en 1976) d'Hervé Baslé. Une scène montre l'arrivée d'un autorail dans la gare.

## Trace ferroviaire
Les seuls éléments subsistants visibles sont : la barrière de la cour voyageurs et un lampadaire sur le quai.